# Eulipotyphla
Los eulipotiflos (Eulipotyphla) son un orden de mamíferos que reúne a los antiguos órdenes Erinaceomorpha y Soricomorpha, por tanto incluye los erizos, gimnuros, topos, musarañas, desmanes y solenodontes.
Anteriormente clasificados en los órdenes Insectivora y Lipotyphla que resultaron ser polifiléticos, posteriormente se les clasificó independientemente, pero nuevos estudios filogenéticos recientes demostraron que los erizos evolucionaron de los soricomorfos, estando relacionados estrechamente con los musarañas y que ambos comparten un antepasado común más reciente que con los otros soricomorfos y por tanto el orden Soricomorpha es parafilético. Las clasificaciones modernas aceptan los órdenes monofiléticos, pero no los parafiléticos.
Este orden comprende alrededor 370 especies. Los eulipotiflos habitan en todos los continentes a excepción de la Antártida y Oceanía, la mayor parte de las especies de eulipotiflos habitan en el Viejo Mundo, mientras que América por su parte cuenta con pocas especies de eulipotiflos.

## Características y hábitat
Los eulipotiflos son animales pequeños con hocicos largos y puntiagudos, miden aproximadamente alrededor de 8 a 30 cm. Sus fórmulas dentales son variables y están adaptadas para sostener y aplastar sus presas. La mayoría son peludos a excepción de los erizos que tienen púas que le sirven para defenderse de sus depredadores. Se han adaptado a todos los biomas desde los bosques a los desiertos.
Son animales solitarios y generalmente nocturnos aunque algunos si suelen estar activos durante el día. Todos cavan madrigueras u hoyos para mantenerse a salvo de sus depredadores. Se alimentan principalmente de invertebrados (como insectos, lombrices, babosas, entre otros más) y por ello se consideran insectívoros, algunos son omnívoros y pueden consumir plantas y hongos. La reproducción es más frecuente durante la primavera y el otoño, las hembras pueden tener entre 2 y 8 crías por camada, dependiendo de la especie. La longevidad depende de la especie por ejemplo las musarañas tienen un promedio de vida de un año, mientras que los erizos pueden vivir hasta 8 años. Sus depredadores suelen ser (aves rapaces, lagartos, serpientes, grandes sapos y carnívoros como mustélidos, cánidos y pequeños félidos).

## Filogenia
En cuanto a la filogenia de los grupos queda como sigue:
|  | †Nesophontidae |
|  |                |
|  | Solenodontidae |
|  |                |

|  | Talpidae                                                  |
|  |                                                           |
|  | \| \| Soricidae \| \| \| \| \| \| Erinaceidae \| \| \| \| |
|  |                                                           |
|  | Soricidae                                                 |
|  |                                                           |
|  | Erinaceidae                                               |
|  |                                                           |

|  | Soricidae   |
|  |             |
|  | Erinaceidae |
|  |             |

|  | †Nesophontidae |
|  |                |
|  | Solenodontidae |
|  |                |

|  | Talpidae                                                  |
|  |                                                           |
|  | \| \| Soricidae \| \| \| \| \| \| Erinaceidae \| \| \| \| |
|  |                                                           |
|  | Soricidae                                                 |
|  |                                                           |
|  | Erinaceidae                                               |
|  |                                                           |

|  | Soricidae   |
|  |             |
|  | Erinaceidae |
|  |             |

## Clasificación
Este orden contiene las siguientes familias:
- Orden Eulipotyphla
  - Familia Erinaceidae
    - Subfamilia Erinaceinae
    - Subfamilia Galericinae

  - Familia Soricidae
    - Subfamilia Crocidurinae
    - Subfamilia Soricinae
    - Subfamilia Myosoricinae

  - Familia Talpidae
    - Subfamilia Scalopinae
    - Subfamilia Talpinae
    - Subfamilia Uropsilinae

  - Familia Solenodontidae
  - Familia Nesophontidae †
  - Familia Nyctitheriidae †
  - Familia Amphilemuridae †
  - Familia Geolabididae †

## Relación con otros mamíferos
Eulipotyphla como ya se había mencionado fue clasificado en el orden polifilético Insectívora junto con algunos órdenes pertenecientes a otros superordenes de mamíferos como los afrosoricidos, macroscelideos y scandentios basándose en varios rasgos como su pequeño tamaño, pies plantígrados, hábitos nocturnos, dentición completa, alimentación insectívora y algunas similitudes morfológicas. Sin embargo a partir de 1999 varios estudios utilizando la secuencia de ADN y otros elementos genéticos han dado como resultado que estos grupos no estaban estrechamente emparentados como se pensaba y que los eulipotiflos junto con carnívoros, cetartiodáctilos, perisodáctilos, pangolines y quirópteros forman un superorden llamado Laurasiatheria. Dentro de Laurasiatheria los eulipotiflos ocupan una posición basal con respecto a los otros grupos esto debido a que es un grupo de características primitivas que posiblemente se separó durante el Cretácico.
|  | Pholidota |
|  |           |
|  | Carnivora |
|  |           |

|  | Perissodactyla                 |
|  |                                |
|  | Cetartiodactyla (Artiodactyla) |
|  |                                |

|  | Pholidota |
|  |           |
|  | Carnivora |
|  |           |

|  | Perissodactyla                 |
|  |                                |
|  | Cetartiodactyla (Artiodactyla) |
|  |                                |

|  | Pholidota |
|  |           |
|  | Carnivora |
|  |           |

|  | Perissodactyla                 |
|  |                                |
|  | Cetartiodactyla (Artiodactyla) |
|  |                                |

|  | Pholidota |
|  |           |
|  | Carnivora |
|  |           |

|  | Perissodactyla                 |
|  |                                |
|  | Cetartiodactyla (Artiodactyla) |
|  |                                |

|  | Pholidota |
|  |           |
|  | Carnivora |
|  |           |

|  | Perissodactyla                 |
|  |                                |
|  | Cetartiodactyla (Artiodactyla) |
|  |                                |

|  | Pholidota |
|  |           |
|  | Carnivora |
|  |           |

|  | Perissodactyla                 |
|  |                                |
|  | Cetartiodactyla (Artiodactyla) |
|  |                                |

|  | Pholidota |
|  |           |
|  | Carnivora |
|  |           |

|  | Perissodactyla                 |
|  |                                |
|  | Cetartiodactyla (Artiodactyla) |
|  |                                |

|  | Pholidota |
|  |           |
|  | Carnivora |
|  |           |

|  | Perissodactyla                 |
|  |                                |
|  | Cetartiodactyla (Artiodactyla) |
|  |                                |